# (27791) Masaru
(27791) Masaru est un astéroïde de la ceinture principale.

## Description
(27791) Masaru est un astéroïde de la ceinture principale. Il fut découvert le 24 février 1993 à Yatsugatake par Yoshio Kushida et Osamu Muramatsu. Il présente une orbite caractérisée par un demi-grand axe de 2,19 UA, une excentricité de 0,06 et une inclinaison de 4,7° par rapport à l'écliptique.

## Compléments